# Biserica „Toți Sfinții” din Pohrebeni
Biserica „Toți Sfinții” este o biserică amplasată în Pohrebeni, raionul Orhei, Republica Moldova. Este un monument arhitectural de importanță națională inclus în Registrul monumentelor Republicii Moldova ocrotite de stat cu nr. 1210 (raionul Orhei). Datează din 1848.